# Codex Argenteus

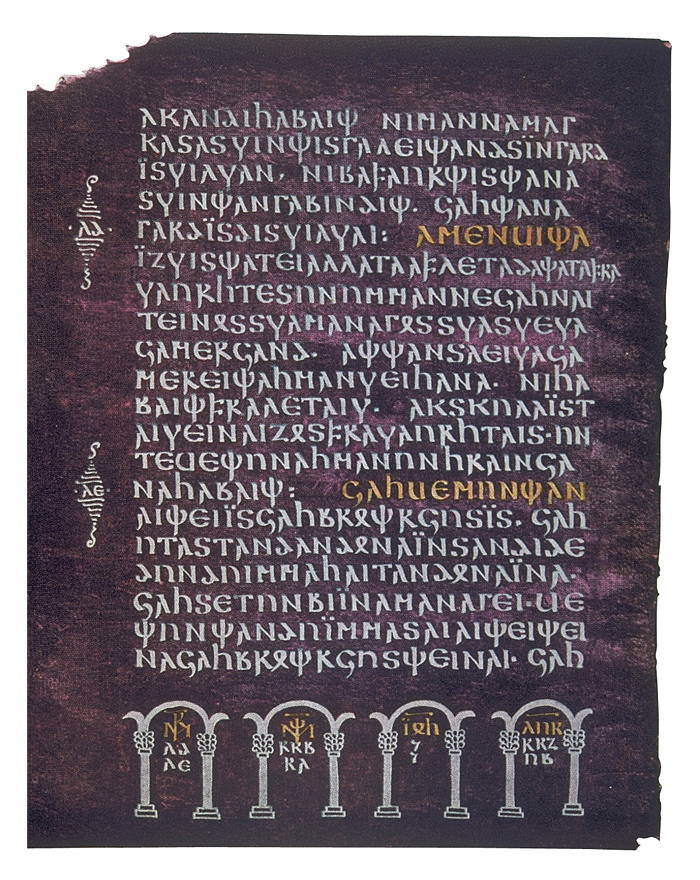
Une page du Codex argenteus

Le Codex Argenteus est un luxueux évangéliaire pourpré du VIe siècle écrit en langue gotique.  

## Présentation
188 feuillets sur 336 ont été retrouvés. Il s'agit du plus ancien document complet attestant une langue germanique qui nous soit parvenu (quelques inscriptions en alphabet runique sur des objets quotidiens et des armes sont plus anciennes). Une partie du Codex Argenteus est la copie d'un texte antérieur : la traduction en gotique de la Bible de Wulfila, réalisée par l'évêque Wulfila (ou Ulfila, 311 – 383). 
Le codex faisait partie des collections d'art assemblées au château de Prague par Rodolphe II, Empereur du Saint Empire romain. Ces collections furent pillées par l'armée suédoise, commandée par le Prince Carl Gustaf, lors de la Bataille de Prague (1648), dernière action de la guerre de Trente Ans et qui a eu lieu entre le 25 juillet et le 1er novembre 1648. Le codex est depuis lors conservé en Suède, à la bibliothèque de l'Université d'Uppsala. Il est écrit avec des encres d'or et d'argent sur des feuilles de parchemin colorées avec la pourpre du murex. Il a été transmis par des Ostrogoths d'Italie du nord. L'alphabet utilisé a sans doute été inventé par Wulfila, qui s'est basé pour ce faire sur l'alphabet grec. La dernière feuille du Codex Argenteus a été trouvée en 1970 à Spire (Speyer) en Allemagne. En 2011, le Codex Argenteus fuit inscrite au registre «Mémoire du monde».

## Extrait du texte
Le texte du Notre Père (Matthieu (6: 9-13)) tel qu'il apparaît dans le Codex argenteus :